# Onthophagus noctis
Onthophagus noctis är en skalbaggsart som beskrevs av Thomson 1858. Onthophagus noctis ingår i släktet Onthophagus och familjen bladhorningar. Inga underarter finns listade i Catalogue of Life.